# Александър Градски
Александър Градски (на руски: Алекса́ндр Бори́сович Гра́дский) е съветски и руски певец, инструменталист, поет и композитор, считан за един основоположниците на рок музиката в СССР. Освен това е известен с рок оперите си и композирането на музика към известни съветски филми. Носител е на званията заслужил артист на изкуствата и народен артист на Русия.

## Биография
Роден е на 3 ноември 1949 г. в Копейск. До 14-годишна възраст носи фамилията Фрадкин, но след смъртта на майка си, Александър приема нейната моминска фамилия. От 1965 г. е член на група „Славяне“. До идването на Градски в групата „Славяне“ изпълняват кавъри на англоезични глупи, докато Александър настоява репертоарът да е на руски език. „Славяне“ не просъществуват още дълго и през 1966 г. се разпадат. Тогава Градски основава групата „Скоморохи“, които и до днес са негов акомпаниращ състав. За кратко певецът участва във вокално-инструменталните ансамбли „Електрон“ и „Веселые ребята“. В началото на 70-те години композира музиката на филма на Андрей Кончаловски „Романс за влюбените“. Този филм донася на Александър значителна популярност и той печели награда на Билборд за принос към световната музика. Градски е автор на музиката към 40 игрални филма, както и към няколко десетки докумтентални и анимационни филми. Композира и рок-оперите „Стадион“ и „Майстора и Маргарита“. Пише музиката и за първия руски рок балет. Градски има и няколко роли в киното.
От 1987 г. Градски е член на съюза на руските композитори. Има издадени повече от 15 албума. През 2012 до 2015 е жури в предаването „Гласът на Русия“ („Голос России“).

## Дискогафия
- 1972 – Как прекрасен этот мир
- 1973 – Поёт Александр Градский (Запись 1969 – 1972 г.)
- 1974 – Романс о влюблённых (Запись 1973 г.)
- 1976 – Александр Градский поёт песни из кинофильма „Солнце, снова солнце“ (Запись 1976 г.)
- 1977 – Александр Градский поёт песни из кинофильма „Моя любовь на третьем курсе“ (Запись 1976 г.)
- 1978 – Александр Градский и ансамбль „Скоморохи“
- 1979 – Только ты верь мне (Запись 1972 г.) (Стихи и музыка А. Градского)
- 1980 – Русские песни (Вокальная сюита на тему русских народных песен) (Музыка, стихи и аранжировка А. Градского) (Запись 1976 – 1978 г.)
- 1980 – Нам не жить друг без друга (Запись 1980 г.)
- 1984 – Сама жизнь (Вокальная сюита на стихи Поля Элюара) (Музыка А. Градского) (Запись 1981 г.)
- 1985 – Стадион (Рок-опера в двух действиях и четырёх картинах) (Либретто и стихи М. Пушкиной и А. Градского, музыка А. Градского) (Запись 1983 – 1985 г.)
- 1986 – Звезда полей (Вокальная сюита на стихи Николая Рубцова) (Музыка А. Градского) (Запись 1982 г.)
- 1987 – Сатиры (Вокальная сюита на стихи Саши Чёрного) (Музыка А. Градского) (Запись 1980 г.)
- 1987 – Давайте начнём (Музыка А. Градского и Д. Денвера, стихи Д. Денвера и С. Тисдейл) (Запись 1985 – 1986 г.)
- 1987 – Утопия Александра Градского (Вокальная сюита на стихи Р. Бёрнса, П. Шелли, П. Беранже) (Музыка А. Градского) (Запись 1979 г.)
- 1987 – Размышления шута (Вокальная сюита на стихи В. Шекспира, Р. Бёрнса, Н. Асеева, А. Вознесенского, А. Градского, В. Сауткина) (Музыка А. Градского) (Запись 1971 – 1974 г.)
- 1988 – Флейта и рояль (Вокальная сюита на стихи В. Маяковского и Б. Пастернака) (Музыка А. Градского) (Запись 1983 г.)
- 1988 – Ностальгия (Вокальная сюита на стихи Владимира Набокова) (Музыка А. Градского) (Запись 1984 г.)
- 1988 – Человек (Рок-балет) (Музыка А. Градского) (Запись 1987 г.)
- 1989 – Монте-Кристо (Запись 1987 г.) (Стихи и музыка А. Градского)
- 1989 – Концерт-сюита (Запись 1979 – 1987 г.) (Стихи и музыка А. Градского)
- 1990 – Экспедиция (Запись 1990 г.) (Стихи и музыка А. Градского)
- 1991 – Metamorfhoses (Запись 1991 г.)
- 1994 – Несвоевременные песни (Запись 1990 г.) (Стихи и музыка А. Градского)
- 1994 – Фрукты с кладбища (Запись 1991 г.) (Стихи и музыка А. Градского)
- 1995 – The fruits from the cemetery
- 1996 – ЖИВьЁМ в „России“ (Запись 17 марта 1995 года в ГКЗ „Россия“ в г. Москве)
- 1996 – Золотое старьё
- 1996 – Коллекция Александра Градского
- 1997 – Легенды русского рока. Александр Градский и группа „Скоморохи“
- 2000 – ЖИВьЁМ в „России“ – 2 (Запись 3 ноября 1999 года в ГКЗ „Россия“ в г. Москве)
- 2003 – Хрестоматия (Запись 2003 г.) (Стихи А. Градского, Н. Олейникова, Д. Леннона, П. Маккартни, В. Блейка на музыку А. Градского, Т. Вейца, А. Джексона, К. Брукса, Д. Кука, Р. Данн, С. Уандера)
- 2003 – Песни для Иры (Запись 2003 г.) (Стихи А. Градского, В. Блейка, Н. Олейникова на музыку А. Градского, А. Джексона, К. Брукса, Д. Кука, Р. Данн)
- 2004 – ЖИВьЁМ в „России“-2. Юбилейный видеоконцерт (Запись 3 ноября 1999 года в ГКЗ „Россия“ в г. Москве)
- 2009 – Мастер и Маргарита (Рок-опера в двух действиях и четырёх картинах) (Либретто А. Градского по роману М. Булгакова, стихи и музыка А. Градского) (Запись 1979 – 2009 г.)
- 2010 – ЖИВьЁМ в „России“. Юбилейный видеоконцерт (Запись 17 марта 1995 года в ГКЗ „Россия“ в г. Москве)
- 2010 – Антиперестроечный блюз (Запись фильма-концерта 1990 г.)
- 2011 – „Избранное“ Александра Градского
- 2011 – Романсы (Запись 2010 – 2011 г.)
- 2011 – Неформат (Запись 2010 – 2011 г.) (Стихи и музыка А. Градского)
- 2012 – Концерт в „Крокус-Сити Холл“ (Запись 28 ноября 2010 года в „Крокус-Сити Холл“ в г. Москве)